# Never Sleep Again: The Elm Street Legacy
Never Sleep Again: The Elm Street Legacy es un documental estadounidense de 2010 dirigido por Daniel Farrands y Andrew Kasch. Distribuido directamente para vídeo, el documental de cuatro horas se centra en la franquicia A Nightmare on Elm Street. El guion estuvo a cargo de Thommy Hutson. Heather Langenkamp, que interpretó a Nancy Thompson en tres películas de la saga, se desempeñó como productora ejecutiva y narradora del documental.

## Antecedentes

### Producción
Farrands, Hutson y Kasch habían trabajado juntos en el documental His Name Was Jason: 30 Years of Friday the 13th, basado en la franquicia de Friday the 13th. Farrands y Kasch se reunieron posteriormente para crear contenidos adicionales en los DVD de Friday the 13th, y más tarde trabajaron juntos en el DVD de The Haunting in Connecticut de Farrands. Según Farrands, quien se reunió con Hutson poco después, ambos decidieron que era hora de contar la historia de cómo se crearon las distintas películas de la saga A Nightmare on Elm Street, y decidieron financiar el proyecto de forma independiente.
Debido a las dificultades que enfrentaron durante el rodaje de His Name Was Jason, el documental Never Sleep Again fue producido por un grupo más reducido de artistas y editores que estuvieran más dedicados a la creación de una película de calidad. A los entrevistados se les pidió proporcionar cualquier material inédito, o fotografías del rodaje, que no se hubiesen visto antes. A modo de ejemplo, Farrands informó que David Schow facilitó una cinta de su propio trabajo en Las pesadillas de Freddy, que incluyó diez minutos de imágenes de Robert Englund que nunca habían sido vistas. También señaló que durante el rodaje de las películas de la saga, los actores y familiares del reparto a menudo tomaban fotografías personales, que se incluyeron en el documental. En relación con el guion, Farrands señaló que Hutson pasó horas en la creación de la narración y las preguntas para los entrevistados.